# Madonna del Divino amore
La Madonna del Divino amore è un dipinto a olio su tavola (140x109 cm) di Raffaello Sanzio e aiuti, databile verso il 1516  circa e conservato nel Museo nazionale di Capodimonte a Napoli.

## Storia
La tavola è identificata con quella citata da Vasari per Leonello Pio da Carpi, signore di Meldola. Fu in seguito acquistata da Alessandro Farnese il Giovane nel 1564. Si trova oggi nella collezione Farnese del Museo di Capodimonte, Napoli.
La datazione, basata su caratteri stilistici, è legata al confronto con numerose Sacre Famiglie simili di quegli anni, con i santi Giovannino ed Elisabetta, come la Piccola Sacra Famiglia, La Perla, ecc.
Il nome con cui la tavola è oggi conosciuta risale solo al 1824 e deriva dal titolo della litografia di Friedrich Rehberg, pubblicata nel suo Rafael Sanzio aus Urbino (Monaco di Baviera, Fleischmann, 1824, pag. 64 e tavola 31). Ripreso dal Longhena nella traduzione italiana della monografia di Quatremère de Quincy, il titolo di Madonna del Divino amore si è quindi imposto nella pubblicistica, benché il modello iconografico del dipinto sia indubbiamente quello del gruppo "Sacra Famiglia con santa Elisabetta e san Giovannino", e in nessun modo quello della Ierusalìmskaja (Madonna in trono con il Bambino sul braccio destro, due angeli ai lati, in alto la colomba dello Spirito Santo da cui promanano i sette raggi dei doni dello spirito).
Dopo studi e analisi  dell'opera effettuati nel 2015, l'attribuzione del dipinto si è dimostrata essere certa del Sanzio.

## Descrizione e stile
In primo piano si trova il gruppo della Madonna col Bambino in grembo che gioca con san Giovannino, all'ombra di sant'Elisabetta. Al posto della tradizionale composizione piramidale, il gruppo è composto secondo un'innovativa disposizione in diagonale, imperniata sulla gamba sinistra distesa della Madonna che ricorda la Madonna del Belvedere e che s'ispira probabilmente alla Sant'Anna, la Vergine e il Bambino con l'agnellino di Leonardo. Gesù sembra attratto dalla croce di san Giovanni, ribadendo la sua accettazione del destino della Passione.
Come nella Madonna del Belvedere, si ritrova a far da tramite tra i due bambini la croce di canne, che da elemento ludico nella tavola di Vienna, assume qui una valenza teologica più marcata, segnata dal gesto benedicente di Gesù diretto verso il san Giovannino genuflesso. In questo contesto, gli studiosi si soffermano sul gesto di sant'Elisabetta (o secondo alcuni sant'Anna) che con estrema delicatezza e attenzione sorregge il braccio destro di Gesù.
Facendo riferimento all'interpretazione del cartone della Sant'Anna leonardesca data da fra' Pietro da Novellara, vicario generale dei Carmelitani, che così lo descriveva nel 1501:  «finge uno Christo bambino de eta cerca uno anno che usiendo quasi de bracci ad la mama piglia vno agnello et pare che lo stringa. La mama leuandose de grembo ad S.ta Anna piglia el bambino per spicarlo dalo agnellino [animale immolatile che significa la passione]. S.ta Anna alquanto leuandose da sedere pare che uoglia retenere la figliola ch[e] no spica el bambino da lo agnellino. Ch[e] forsi vole figurare la chiesa che non uorebbe fussi impedita la passione di Christo» c'è chi legge nel gesto di sant'Elisabetta un equivalente sostegno alla missione sacrificale del Cristo bambino che in tal senso risulta complementare alla preghiera adorante della Vergine ritratta alla maniera della Madre pia.
A sinistra si apre una loggia dove la figura di san Giuseppe assiste in disparte, sullo sfondo di un paesaggio dal quale spicca, forse, la Rocca di Meldola. Le due donne ed il Bambin Gesù sono raffigurati seduti all'esterno di questa loggia che incornicia il gruppo sullo sfondo di un arco, che in lontananza indica la prospettiva della galleria, segnata anche dalla serie di quattro pilastri illuminati in primo piano dal chiarore della luce mattutina. Ai piedi del san Giovannino e della Madonna, si scorge la pavimentazione di stile romano in coccio a spina di pesce, alterata da buche e dall'incedere del tappeto erboso, a designare forse un monumento in rovina non meglio identificato.
Sul piano stilistico questa tavola è caratterizzata dal quadro architettonico che struttura lo sfondo attraverso una massa scura e piuttosto opaca e dalla marginalizzazione della figura di san Giuseppe che ne accentua però il ruolo protettore, entrambi elementi che si ritroveranno ad esempio ne La Perla. Si nota inoltre il disegno delle labbra prominenti del san Giovannino che si ritrova nella successiva Madonna della Rosa.